# 颱風蘇迪羅
| 太平洋颱風季             |
| 主題頁 - 專題 - 編輯指南 |

颱風蘇迪羅（英語：Typhoon Soudelor，國際編號：1513，聯合颱風警報中心：WP132015，菲律賓大氣地球物理和天文服務管理局：Hanna）為2015年太平洋颱風季第12個命名的風暴。「蘇迪羅」一名是由密克羅尼西亞聯邦所提供，是波納佩島傳說中的酋長。 
蘇迪羅是2015年西北太平洋地區的最強風暴，大多數官方部門均評定蘇迪羅比同年3月至4月的颱風美莎克及5月颱風紅霞更強，是日本氣象廳年內第3個評定達「猛烈的」程度的颱風，亦是聯合颱風警報中心於年內第6個超級颱風，以及香港天文台於年內第7個超強颱風。其生命史內兩度發展「雙重眼壁」，對近年西北太平洋的熱帶氣旋而言甚為罕見。根據數位颱風網資料顯示，蘇迪羅是繼1983年颱風艾比後，日本氣象廳32年以來首個熱帶氣旋於8月份的接近中心最高持續風速達115節以上。蘇迪羅橫掃塞班島及臺灣期間造成嚴重破壞，而隨後登陸中國福建省時亦為當地及鄰近的浙江省帶來破紀錄雨量；與此同時，港澳地區受蘇迪羅外圍的下沉氣流影響，令本已持續數日的熱浪加劇，香港更出現破紀錄的酷熱天氣。由于苏迪罗在北馬里亞納群島、臺灣和中國大陸造成严重伤亡及破壞，因此在第48屆世界氣象組織颱風委員會會議中永久退役，並於翌年的第49屆世界氣象組織颱風委員會會議中由「沙德爾」取代。

## 發展過程

### 形成初期，穩定西移
2015年7月28日，一個低壓區在馬紹爾群島東北方海面上生成，美國海軍研究實驗室在下午2時給予其擾動編號93W。聯合颱風警報中心於翌日（29日）早上6時半對該系統在24小時內形成為熱帶氣旋的機會給予「低」的評級，此時該低壓區接近中心的對流雲團不斷發展。由於在風場掃瞄上顯示已有明顯的低層環流中心，且中心附近的持續風速達到20至25節（37至46每小時；23至29英里每小時），聯合颱風警報中心於下午2時對該系統的形成機會評級提升為「中」。此時系統位於垂直風切變稍強的環境，然而風切變因良好的極地方向流出而抵消，系統因而持續發展，促使聯合颱風警報中心對該系統評級提升為「高」，並發出熱帶氣旋形成警報。
7月30日，日本氣象廳在凌晨2時將該系統升格為熱帶低氣壓，並於早上8時對該系統發出烈風警報，臺灣中央氣象局同時把該系統升格為熱帶性低氣壓。而聯合颱風警報中心亦在下午2時跟隨升格為熱帶低氣壓，並給予編號13W。受惠於良好的大氣環境，該系統在入夜後其對流雲系加深，結構逐漸改善，促使日本氣象廳於晚上8時將其升格為熱帶風暴，並命名為蘇迪羅，給予國際編號1513。聯合颱風警報中心及中國國家氣象中心亦同步升格，臺灣中央氣象局則將其升格為輕度颱風。但由於該系統在翌日（31日）起輻合漸差，導致原有的東風波性質明顯暴露，因此聯合颱風警報中心評估蘇迪羅強度略為減弱。此時在副熱帶高壓脊南面的深厚東風引導下，蘇迪羅穩定西移。

### 急劇增強，首次眼牆置換

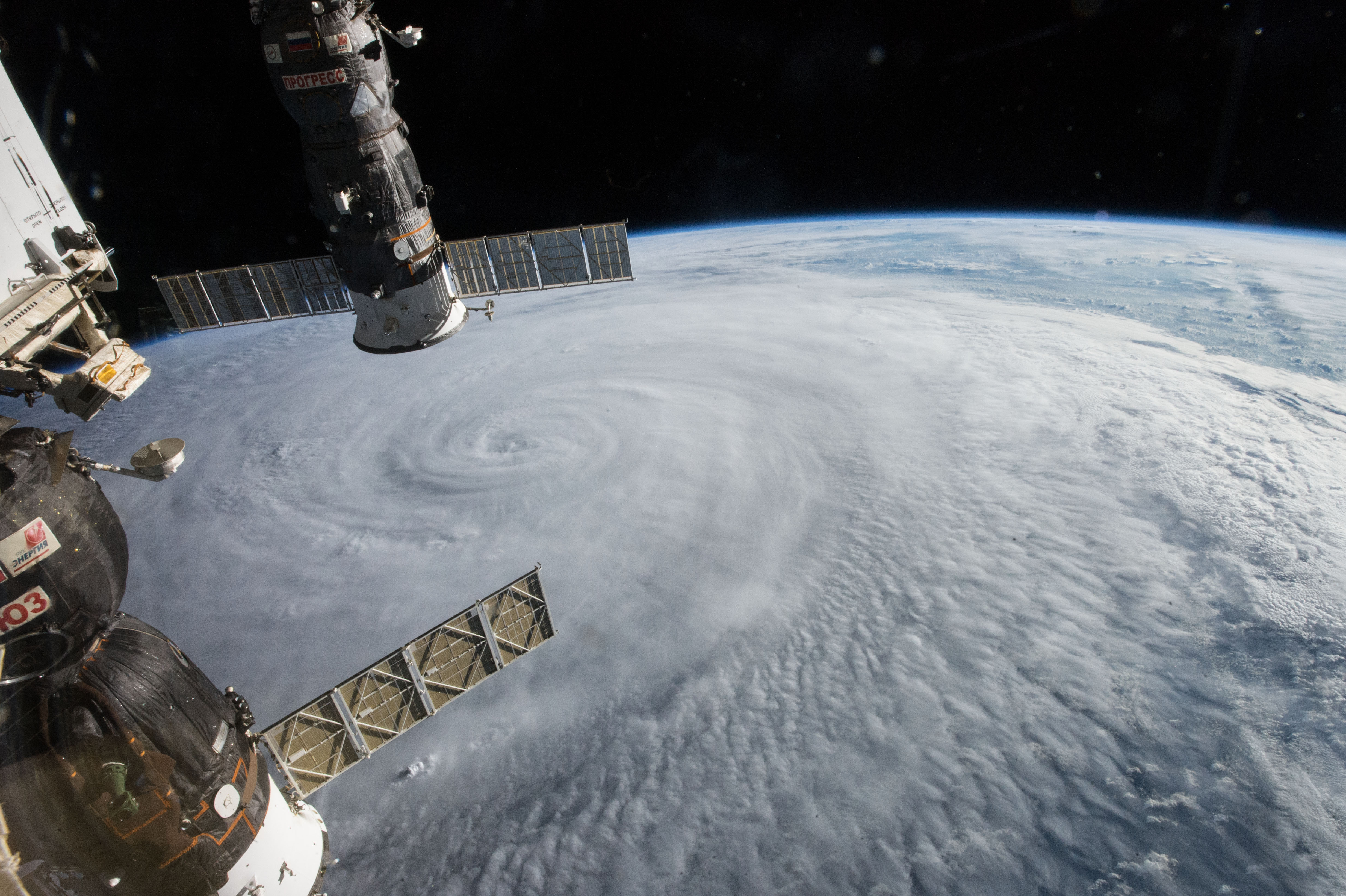
8月5日在國際太空站攝得蘇迪羅的風眼

8月1日晚間，蘇迪羅接近系統中心的對流雲系持續爆發，並進一步整合而變得渾圓，形成中心密集雲團，且發展出「雲捲風眼」，是進一步增強的徵兆。日本氣象廳及中國國家氣象中心在2日凌晨2時將該系統升格為強烈熱帶風暴。在優良的大氣環境下，蘇迪羅迅速而顯著增強，形態漸佳，在當日日間逐步形成一個細小風眼（即所謂之「針眼」），因此日本氣象廳、聯合颱風警報中心及中國國家氣象中心在下午2時將其升格為颱風。在副熱帶高壓脊的引導下，蘇迪羅加速移動，並於強度上升引致內力加強的情況下，改向西北偏西移動，晚間橫過塞班島。臺灣中央氣象局則於晚上8時將其升格為中度颱風。蘇迪羅身處於微弱垂直風切變、高海溫環境下持續整合，在衛星雲圖上顯得結構更扎實。中國國家氣象中心在3日凌晨2時將其升格為強颱風。當日早上8時，蘇迪羅進入澳門地球物理暨氣象局的責任範圍，該部門將其評級為颱風。
蘇迪羅在同日早上開始發展出雙眼牆，進入「眼牆置換循環」。其後蘇迪羅的內眼壁逐漸崩塌，並由外眼壁取代，風眼曾一度變得模糊；但受到跨赤道的西南季候風支援下，蘇迪羅仍持續整合發展，中國國家氣象中心在下午2時將蘇迪羅升格為超強颱風。蘇迪羅的強度在下午又再繼續穩步上揚，同時繼續向西北偏西移動，中心結構進一步鞏固，並在晚上清空高層中心，風眼再度變得清晰可見，並有所擴大。此時經分析發現蘇迪羅在德沃夏克分析法中的「T指數」達到7.0，促使聯合颱風警報中心在同日晚上8時將其升格為超級颱風，臺灣中央氣象局亦將蘇迪羅升格為強烈颱風。日本氣象廳更於晚上11時將蘇迪羅的強度形容為「猛烈的」，是繼颱風美莎克及颱風紅霞後，第3個於年內達到「猛烈的」評級的熱帶氣旋。此時各部門及數值預報模式的預測頗為一致，均預料蘇迪羅直撲臺灣，但究竟是橫過臺灣東北部或是東部地區，各預報尚有分歧，甚至有部份數值預報模式是預計蘇迪羅不橫過臺灣本島，而在北面近距離掠過。

### 盛極而衰，再度眼牆置換
清空高層中心後，蘇迪羅在8月4日凌晨急劇增強，並於當日繼續沿副熱帶高壓脊南側，向西北偏西移動，時速20公里，向臺灣長驅直進。聯合颱風警報中心在凌晨2時把蘇迪羅的接近中心最高持續風速大幅上調至155節（每小時285公里），成為該部門評定年內至今的西北太平洋最強風暴，相當於薩菲爾-辛普森颶風等級的最高級別「5級颱風」。蘇迪羅在上午9時45分進入香港天文台責任範圍，香港天文台把蘇迪羅評級為超強颱風，接近中心最高持續風速為每小時230公里，與同年3月颱風美莎克並列為該部門評定的2015年至今最強風暴。蘇迪羅在同日下午進入海水潛熱較低的區域，同時其中心密集雲團再次形成一個新眼壁，與舊有眼壁分離，標誌著蘇迪羅再次發展「雙眼牆」及進入「眼牆置換循環」。雖然「雙眼牆」是成熟颱風的自然現象，但是同一風暴兩度出現此情況，卻是在近年西北太平洋的熱帶氣旋中甚為罕見。
由於蘇迪羅得到的潛熱減少，加上再次進入「眼壁更替週期」，蘇迪羅在8月5日凌晨明顯減弱，失去其相當於「5級颱風」的強度，對流明顯衰減，風眼再度變得模糊不清，成為「雲塞風眼」，這使臺灣中央氣象局在下午2時將蘇迪勒降格為中度颱風，而香港天文台亦在晚上9時45分將蘇迪羅降格為強颱風。此時，蘇迪羅進入菲律賓大氣地球物理和天文服務管理局的責任範圍，當局給予名稱“Hanna”。其強度回落亦使內力稍為減弱，蘇迪羅仍繼續以時速22公里向西北偏西移動，但北向量減少。當日部份官方部門及數值預報模式的預測向南調整，於臺灣北面之東海掠過而不作登陸的預測已不復見，全部預測均是橫過臺灣本島，但登陸點是東部的花蓮縣、臺東縣，抑或東北部的宜蘭縣，仍有分歧；此外各部門亦預計蘇迪羅將因行經黑潮（又稱「日本暖流」）而重新增強，但由於蘇迪勒迅速移近臺灣一帶，各部門因而預測蘇迪羅強度回升的空間有限，這顯示蘇迪羅的巔峰時期已經過去。蘇迪羅在當晚捲入乾空氣，導致結構受損，不過在翌日（6日）重新組織，強度維持不變。至此大部份官方部門及數值預報模式的預測路徑均向南調整，預計蘇迪羅的登陸位置會是花蓮縣至臺東縣，只有少數的電腦數值預報維持預測蘇迪羅會在宜蘭縣登陸、橫過北臺灣；而當晚各官方部門的預測路徑更集中，預計登陸點在花蓮縣境內，同時預計蘇迪羅橫掃臺灣後，仍保留颱風強度，經過臺灣海峽，於福建省再作登陸，並順時針轉向偏北移動，深入內陸。

### 重創臺閩，深入內陸
蘇迪羅在8月7日完成眼牆置換，同時繼續抵禦乾空氣，並有跡象開始重新增強，中國國家氣象中心在當晚8時將蘇迪羅再度升格為超強颱風，但只維持6小時。由於副熱帶高壓脊的脊場略為東移，蘇迪羅的路徑北向量再次增加，直逼臺灣花蓮，在翌日（8日）午夜時份更一度出現偏西北路徑；各部門的預測路徑亦因而重新北抬，但登陸點仍集中在花蓮。臺灣中央氣象局表示蘇迪羅於凌晨4時40分在臺灣花蓮縣秀林鄉立霧溪溪口登陸。從臺灣中央氣象局的雷達圖所見，蘇迪羅的西南面環流隨即受到中央山脈破壞，不久後風眼亦遭填塞，而蘇迪羅在早上更出現環流重整，原有中心撞上中央山脈而急遽消散，而其西南面有一個新中心於中臺灣內形成，引致蘇迪羅出現短暫偏西南走向；不過聯合颱風警報中心的定位並未反映這次環流重整，該中心評定蘇迪羅以近乎正西的路徑行經中央山脈。地形影響使蘇迪羅的強度再次下降，中國國家氣象中心首先於凌晨2時再度將蘇迪羅降格為強颱風，再於上午11時進一步降格為颱風；香港天文台亦緊隨其後，在下午12時半將蘇迪羅降格為颱風。與此同時，蘇迪羅由雲林縣臺西鄉移入臺灣海峽，並短暫改向西北偏北移動，以每小時20公里的移動速度逼近福建。中國國家氣象中心表示蘇迪羅在晚上10時10分於福建省莆田市秀嶼區再度登陸。

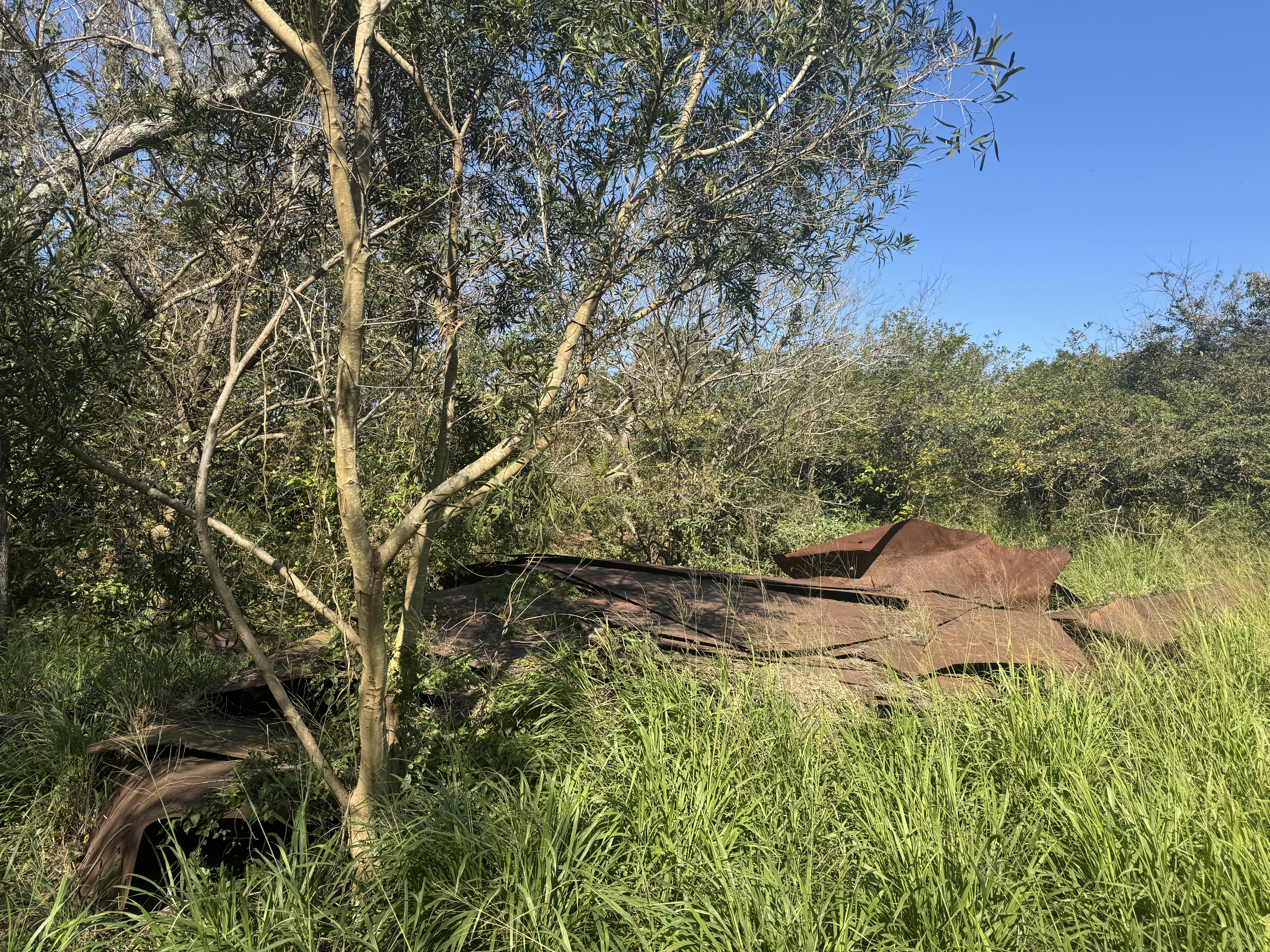
蘇迪勒颱風大楊油庫廢棄鐵片

蘇迪羅登陸福建後，恢復西北偏西路徑，開始深入內陸，並繼續減弱，中心密集雲團開始崩解。中國國家氣象中心在8月9日凌晨2時將蘇迪羅降格為強熱帶風暴，日本氣象廳及澳門氣象局亦同步將蘇迪羅降格為強烈熱帶風暴；聯合颱風警報中心則同時將蘇迪羅降格為熱帶風暴，並發出最後警告。香港天文台亦緊接在凌晨3時半將蘇迪羅降格為強烈熱帶風暴，更在上午11時45分將蘇迪羅進一步降格為熱帶風暴。而日本氣象廳在上午9時已再將蘇迪羅降格為熱帶風暴，臺灣中央氣象局則在凌晨5時將蘇迪勒降格為輕度颱風。副熱帶高壓脊減弱東退，但東海上空仍有高壓中心存在，蘇迪羅移至該高壓區的西南面，因而再次向西北偏北移動，進入江西，但減速至每小時16公里。當晚蘇迪羅的對流雲系變淺，外圍雨帶鬆脫，香港天文台在晚上9時45分將蘇迪羅降格為熱帶低氣壓，中國國家氣象中心亦在晚上11時跟隨降格為熱帶低壓。翌日（10日）午夜過後，當蘇迪羅北移至南昌市附近之際，香港天文台在凌晨3時45分將蘇迪羅降格為低壓區，此時蘇迪羅之低層環流中心開始變得難以辨認。中國國家氣象中心亦在下午5時對蘇迪羅停止編號，當時蘇迪羅位於安慶市附近。

### 轉化並橫過日本，減弱消散
受到西風帶影響，蘇迪羅隨後再順時針轉向偏東北移動，並重新加速至每小時20公里，經過安徽省移向長江三角洲一帶，於8月11日凌晨在上海西北面掠過，中午時份由江蘇省鹽城市附近移出東海，同時發展出鋒面，顯示蘇迪羅的暖心結構已經破壞，開始轉化為溫帶氣旋。日本氣象廳在下午2時表示蘇迪羅已併入鋒面，並轉化為溫帶氣旋；臺灣中央氣象局亦在當晚的等壓線地面天氣圖上顯示蘇迪羅轉化為溫帶氣旋。然而有別於其它在西風帶的「西風急流」支配下，高速向東北移動的系統，蘇迪羅的殘餘系統整晚仍在東海上空徘徊，直至12日早上於濟州島附近掠過、移入朝鮮海峽（大韓海峽/對馬海峽），晚上才登陸日本九州。
隨後蘇迪羅殘餘在13日以東至東北偏東的路徑移動，橫過日本；於14日更陷入鞍形氣壓場中，整日在東京附近停滯不前。不過蘇迪羅殘餘雲系變薄，這反映蘇迪羅進一步減弱，步入末路。隨後鞍形氣壓場瓦解，蘇迪羅的殘餘在15日恢復東移，開始遠離日本，最終在翌日（16日）移至阿留申群島以南海域，並減弱消散。

### 事後調整
香港天文台在9月8日公佈「2015年8月熱帶氣旋概述」，把蘇迪羅巔峰時的接近中心最高持續風速，由每小時230公里稍為上調至每小時240公里。
日本氣象廳在同年稍後公報，有關此熱帶氣旋的位置表的確定值中，認定該熱帶氣旋在中國內陸減弱為熱帶低氣壓後，在當月11日上午移向東海時曾重新加強成熱帶風暴，直到該晚才減弱到熱帶低氣壓並於翌日凌晨轉化為溫帶低氣壓，使該颱風成為同年第二個復活颱風。
中國國家氣象中心在當年最佳路徑中，將其最高持續風速調升至每秒68米。

## 影響

### 北馬里亞納群島

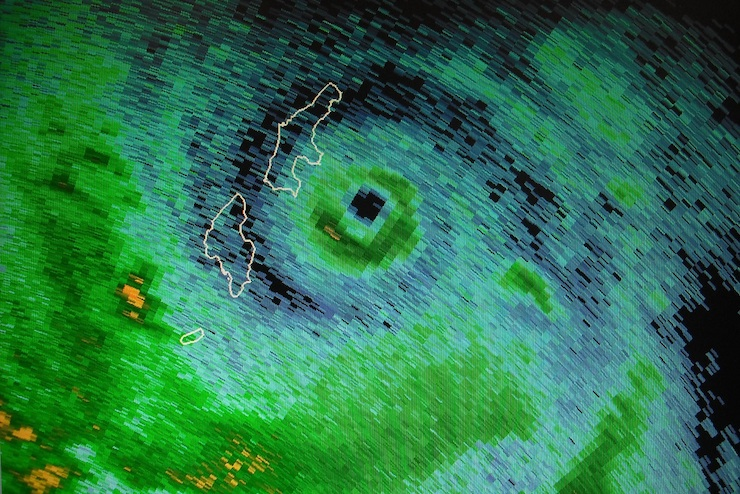
NEXRAD圖像顯示颱風蘇迪羅在8月2日逼近塞班島

8月2日晚間，蘇迪羅以薩菲爾-辛普森颶風等級中，二級颱風的強度橫過塞班島，並對該島造成廣泛的破壞。而美國國家氣象局在塞班國際機場的风速计則錄得146 km/h（91 mph）的最高陣風風速。強風將島上的樹木和電力線吹倒，導致島上大部分地方停電，亦造成當地多處房屋倒塌。在該島的電力基礎設施嚴重受損，150個電源桿和114個變壓器受損或損壞，但當地電力公司僅備有77根電線桿供替換。當地觀測站實測中心最低氣壓為938.8百帕斯卡（27.72英寸汞柱）。初步估計塞班島因蘇迪勒颱風損失超過2000萬美元。此外，美國紅十字會的約翰·赫希指，蘇迪羅是自1986年的颱風甘茵，於近三十年襲擊該島以來最具破壞性的熱帶氣旋。

### 日本
| 阿久根 · 4.4 m/s中甑 · 3.6 m/s鹿兒島 · 6.7 m/s枕崎 · 7.8 m/s種子島 · 10 m/s中種子 · 7.2 m/s上中 · 3.2 m/s屋久島 · 7.2 m/s尾之間 · 8.2 m/s中之島 · 8.1 m/s笠利 · 8.2 m/s名瀬 · 7.4 m/s喜界島 · 9.4 m/s古仁屋 · 7.5 m/s天城 · 10.6 m/s伊仙 · 8.5 m/s沖永良部 · 14.4 m/s與論島 · 11.8 m/s伊是名 · 12.1 m/s奧 · 12.2 m/s粟國 · 12.3 m/s名護 · 11.8 m/s北原 · 16.6 m/s久米島 · 13.2 m/s宮城島 · 17.5 m/s渡嘉敷 · 15.4 m/s那霸 · －慶良間 · 18 m/s安次嶺 · 12.9 m/s糸數 · 17.7 m/s北大東 · 11.8 m/s南大東島 · 9.6 m/s舊東 · 11.6 m/s下地 · 24.2 m/s宮古島 · 17.9 m/s鏡原 · 20.3 m/s仲筋 · 16.7 m/s伊原間 · 28 m/s所野 · 32.9 m/s與那國島 · 45.1 m/s西表島 · 30.9 m/s石垣島 · 32.5 m/s盛山 · 33.9 m/s大原 · 36.9 m/s波照間 · 33.9 m/s志多阿原 · 34.5 m/s 日本氣象廳在沖繩及鹿兒島氣象測站測得最大持續風速。圖例： · 備註：波照間氣象測站紀錄不全 | 阿久根 · 7.1 m/s中甑 · 8.3 m/s鹿兒島 · 11.1 m/s枕崎 · 12.2 m/s種子島 · 15.2 m/s中種子 · 11.8 m/s上中 · 10.5 m/s屋久島 · 10.3 m/s尾之間 · 15.6 m/s中之島 · 16.1 m/s笠利 · 17.5 m/s名瀬 · 15.4 m/s喜界島 · 16.5 m/s古仁屋 · 16.7 m/s天城 · 17.5 m/s伊仙 · 15.4 m/s沖永良部 · 18 m/s與論島 · 17.5 m/s伊是名 · 18.8 m/s奧 · 21.2 m/s粟國 · 18.5 m/s名護 · 20.7 m/s北原 · 23.7 m/s久米島 · 20.7 m/s宮城島 · 24.6 m/s渡嘉敷 · 26.4 m/s那霸 · －慶良間 · 24.2 m/s安次嶺 · 19.5 m/s糸數 · 25.8 m/s北大東 · 17 m/s南大東島 · 18.7 m/s舊東 · 17.5 m/s下地 · 34 m/s宮古島 · 30.9 m/s鏡原 · 29.8 m/s仲筋 · 31.9 m/s伊原間 · 40.7 m/s所野 · 46.8 m/s與那國島 · 64.7 m/s西表島 · 46.5 m/s石垣島 · 51 m/s盛山 · 55 m/s大原 · 51.8 m/s波照間 · 49.5 m/s志多阿原 · 50.4 m/s 日本氣象廳在沖繩及鹿兒島氣象測站測得最大瞬間風速。圖例： · 備註：波照間氣象測站紀錄不全 |

### 臺灣
當地發佈之最高熱帶氣旋警特報：海上陸上颱風警報
由於蘇迪勒為一股非常成熟的颱風，且研判將行經臺灣本島，構成嚴重威脅，交通部中央氣象局已於8月5日表示，預計在翌日（6日）需發布颱風警報，呼籲民眾及早完成防颱準備。而臺灣部份媒體更報導其路徑類似於2009年8月造成八八水災的颱風莫拉克，儘管研判將不引進西南氣流，不過由於蘇迪勒明顯比莫拉克更強，全臺民眾對其嚴陣以待。
中央氣象局在8月6日上午11時30分，當蘇迪勒位於花蓮之東南東約910公里時，開始針對臺灣東北部和東南部海面，以及巴士海峽，發布海上颱風警報。雖然蘇迪勒在日間仍與臺灣本島保持超過800公里距離，但是東部沿岸已掀起長浪。因應蘇迪勒來勢洶洶，在當晚8時半，蘇迪勒移至花蓮之東南東約720公里時，中央氣象局針對宜蘭、花蓮、臺東（含綠島及蘭嶼）地區發布陸上颱風警報，同時將海上警戒範圍擴展至臺灣北部海面和臺灣海峽南部。
蘇迪勒在8月7日迅速逼近，颱風警報的警戒範圍在凌晨已擴展至全臺，同時中央氣象局亦對全臺各地個別發布超大豪雨、大豪雨特報。受到蘇迪勒的廣闊環流影響，各地風勢顯著增強、有狂風豪雨並掀起巨浪。蘇迪勒在翌日（8日）凌晨4時40分在花蓮縣秀林鄉立霧溪口登陸，暴風圈籠罩全臺，各地天氣惡劣。即使蘇迪勒於上午11時從雲林縣臺西鄉出海，各地仍有狂風豪雨。
蘇迪勒在臺灣所造成的風勢、雨勢分別由宜蘭、花蓮擴展到北部地區，中部、南部等地區也因引進西南氣流而出現大風雨，這亦表示先前研判不攻自破；風眼出海後則是對澎湖、金門、馬祖列島等地區造成影響，最後隨著蘇迪勒登陸福建及逐步減弱遠離，臺澎金馬各地風勢逐漸緩和，中央氣象局在8月9日早上8時30分解除所有颱風警報。但蘇迪勒的外圍雨帶持續為臺灣本島、金門與馬祖挾帶豪雨，故豪雨特報仍持續發布。期間臺南機場更出現龍捲風；氣象局亦提醒民眾，海面風浪仍大。

#### 災情
全臺逾400萬戶停電，打破1996年賀伯侵臺造成279萬戶停電的紀錄；多處嚴重淹水或發生土石流、山洪暴發，強風亦吹翻大量路牌、招牌、樹木等。風暴直接造成8死437傷，並有4人失蹤；位處山區的新北市烏來區、桃園市復興區羅浮合流部落成為重災區之一，對外交通、通訊、糧食、水源及電力全部中斷，內政部派出直升機空投救援物資，同時國軍亦前往搜救。而三峽區山區的有木里亦受到土石流侵襲，北114線道路塌陷30公尺，交通中斷，板橋區浮洲一帶因湳仔溝溪水暴漲，周遭的道路淹水。颱風亦導致供應大臺北地區用水的南勢溪泥沙暴增，原水濁度飆高至近四萬度，遠高於淨水處理極限的六千度，淨水場難以負荷，自來水混濁程度是大臺北首見。颱風蘇迪勒強風也吹倒臺北市許多路樹，初步統計為2079件，且不含公園及偏遠地區樹木，樹倒數量超過2013年蘇力，創下歷年風災之冠。台北101大樓的阻尼器擺幅也創下一百公分新高。嘉義縣朴子市歷史建築濟生病院因強風吹倒院內大榕樹而倒塌。臺南女中一棵紀念丁窈窕、稱為「人權樹」的金龜樹也倒下。另外屏東縣滿州鄉有2名滿州消防分隊消防員，在風暴下執勤時遭到酒駕自小客猛撞，1死1重傷，司機涉嫌酒駕遭逮捕。而颱風過後所帶來的停電問題、供水問題以及災後重建問題成為關鍵，亦出現民眾毆打臺電維修人員的衝突事件、大臺北地區搶購水資源的現象。截至8月12日，農業損失超過新臺幣30億元。中央氣象局五分山雷達氣象站也被強風摧毀。

#### 統計
| 氣象測站 | 持續風力                | 持續風力          | 持續風力   | 持續風力   | 陣風                      | 陣風              | 陣風       | 陣風       | 備註                                                                                   |
| 氣象測站 | 發生時間                | 風暴名稱          | 風速 (m/s) | 蒲福氏風級 | 發生時間                  | 風暴名稱          | 風速 (m/s) | 蒲福氏風級 | 備註                                                                                   |
| -------- | ----------------------- | ----------------- | ---------- | ---------- | ------------------------- | ----------------- | ---------- | ---------- | -------------------------------------------------------------------------------------- |
| 臺北     | 1962年8月               | 歐珀 (Opal)       | 33         | 12級       | 1962年8月                 | 歐珀 (Opal)       | 49.1       | 15級       |                                                                                        |
| 澎湖     | 1949年9月               | 尼利 (Nelly)      | 37         | 13級       | 1986年8月                 | 韋恩 (Wayne)      | 68         | >17級      |                                                                                        |
| 恆春     | 1953年8月               | 莉泰 (Rita)       | 36         | 12級       | 2016年9月                 | 莫蘭蒂 (Meranti)  | 52.2       | 16級       |                                                                                        |
| 臺中     | 1969年9月               | 艾爾西 (Elsie)    | 21.7       | 9級        | 1969年9月                 | 艾爾西 (Elsie)    | 39         | 13級       |                                                                                        |
| 臺南     | 1952年11月              | 貝絲 (Bess)       | 31         | 11級       | 1987年9月                 | 傑魯得 (Gerald)   | 45.6       | 14級       |                                                                                        |
| 臺東     | 1965年6月               | 黛納 (Dinah)      | 43         | 14級       | 2016年7月8日上午4時36分   | 尼伯特 (Nepartak) | 57.2       | 17級       | 自1901年建站以來最大陣風紀錄                                                           |
| 花蓮     | 2005年10月2日上午5時8分 | 龍王 (Longwang)   | 45.2       | 14級       | 2005年10月2日上午5時12分  | 龍王 (Longwang)   | 64.9       | >17級      | 自1948年有觀測紀錄以來最大持續風力及最大陣風                                           |
| 高雄     | 1962年10月              | 黛納 (Dinah)      | 35.3       | 12級       | 1977年7月24日             | 賽洛瑪 (Thelma)   | 53         | 16級       | 此測站為屬署高雄氣象站，並非代表全高雄的測站，因此高雄測站測得最大陣風仍為賽洛瑪颱風。 |
| 鞍部     | 1971年7月               | 娜定 (Nadine)     | 43         | 14級       | 2015年9月28日下午5時23分  | 杜鵑 (Dujuan)     | 54.5       | 16級       | 自1937年建站以來最大陣風紀錄                                                           |
| 竹子湖   | 1977年7月               | 薇拉 (Vera)       | 42         | 14級       | 1985年8月                 | 尼爾森 (Nelson)   | 66         | >17級      |                                                                                        |
| 阿里山   | 1952年11月              | 貝絲 (Bess)       | 27.5       | 9級        | 2006年7月25日上午0時31分  | 凱米 (Kaemi)      | 38.1       | 13級       |                                                                                        |
| 日月潭   | 1956年9月               | 黛納 (Dinah)      | 25         | 10級       | 1986年8月                 | 韋恩 (Wayne)      | 54         | 16級       |                                                                                        |
| 玉山     | 1971年7月               | 娜定 (Nadine)     | 40         | 13級       | 2006年7月25日上午1時15分  | 凱米 (Kaemi)      | 51.5       | 16級       |                                                                                        |
| 彭佳嶼   | 1966年9月               | 寇拉 (Cora)       | 62.7       | >17級      | 1966年9月                 | 寇拉 (Cora)       | 80         | >17級      |                                                                                        |
| 宜蘭     | 1962年8月               | 歐珀 (Opal)       | 50.7       | 15級       | 1962年8月                 | 歐珀 (Opal)       | 66         | >17級      |                                                                                        |
| 新竹     | 1961年9月               | 波密拉 (Pamela)   | 33.4       | 12級       | 1961年9月                 | 波密拉 (Pamela)   | 42.7       | 14級       | 1991年遷至竹北現址                                                                     |
| 大武     | 1962年10月              | 黛納 (Dinah)      | 31.3       | 11級       | 2012年8月24日上午4時19分  | 天秤 (Tembin)     | 59.1       | 17級       |                                                                                        |
| 成功     | 2000年8月22下午10時47分 | 碧利斯 (Bilis)    | 52.3       | 16級       | 2000年8月22日下午10時41分 | 碧利斯 (Bilis)    | 78.4       | >17級      |                                                                                        |
| 蘭嶼     | 1961年5月               | 貝蒂 (Betty)      | 74.7       | >17級      | 2023年10月                | 小犬 (Koinu)      | 95.2       | >17級      |                                                                                        |
| 淡水     | 1961年9月               | 波密拉 (Pamela)   | 36.7       | 12級       | 1971年7月                 | 娜定 (Nadine)     | 46.9       | 15級       |                                                                                        |
| 基隆     | 1959年8月               | 瓊安 (Joan)       | 43         | 14級       | 1971年9月                 | 貝絲 (Bess)       | 67         | >17級      |                                                                                        |
| 東吉島   | 1986年8月               | 韋恩 (Wayne)      | 49.1       | 15級       | 1987年9月                 | 傑魯得 (Gerald)   | 70         | >17級      | 1962年建站                                                                             |
| 嘉義     | 1986年8月               | 韋恩 (Wayne)      | 27.5       | 10級       | 1986年8月                 | 韋恩 (Wayne)      | 42.7       | 14級       | 1968年建站                                                                             |
| 梧棲     | 1986年9月               | 艾貝 (Abby)       | 33         | 12級       | 2016年9月27日             | 梅姬 (Megi)       | 57.2       | 17級       | 1976年建站                                                                             |
| 蘇澳     | 1994年9月               | 葛拉絲 (Gladys)   | 40.2       | 13級       | 1994年9月                 | 葛拉絲 (Gladys)   | 68.6       | >17級      | 1981年建站                                                                             |
| 板橋     | 2015年8月8日上午3時23分 | 蘇迪勒 (Soudelor) | 19         | 8級        | 2015年8月8日上午3時19分   | 蘇迪勒 (Soudelor) | 36.7       | 12級       | 2002年建站                                                                             |
| 馬祖     | 2005年9月1日上午10時9分 | 泰利 (Talim)      | 24         | 9級        | 2015年8月8日下午2時16分   | 蘇迪勒 (Soudelor) | 48.9       | 15級       | 2003年建站                                                                             |
| 金門     | 2016年9月15日凌晨3時4分 | 莫蘭蒂 (Meranti)  | 42.2       | 14級       | 2016年9月15日凌晨2時57分  | 莫蘭蒂 (Meranti)  | 61.7       | >17級      | 2004年建站                                                                             |
| 新屋     | 2015年8月8日上午5時6分  | 蘇迪勒 (Soudelor) | 29.7       | 11級       | 2015年8月8日上午5時3分    | 蘇迪勒 (Soudelor) | 47         | 15級       | 2013年建站                                                                             |
| 田中     | 2024年7月25日下午6時分  | 凱米 (Gaemi)      | 9.6        | 5級        | 2024年7月25日下午6時26分  | 凱米 (Gaemi)      | 23.7       | 9級        | 2020年建站                                                                             |
| 新北     | 2023年8月4日上午1時分   | 康芮(Kong-rey)    | 13.3       | 6級        | 2023年8月4日上午1時48分   | 康芮(Kong-rey)    | 34.7       | 12級       | 2023年建站                                                                             |

| 彭佳嶼 · 43.4 m/s板橋 · 19 m/s鞍部 · 18.1 m/s竹子湖 · 9 m/s淡水 · －基隆 · 23.6 m/s臺北 · 15.9 m/s新屋 · 29.7 m/s新竹 · 12.6 m/s宜蘭 · 28.2 m/s蘇澳 · 36.1 m/s花蓮 · 29 m/s成功（新港） · 12 m/s臺東 · 10.6 m/s大武 · 10.2 m/s蘭嶼 · 33.8 m/s臺中 · 11.4 m/s梧棲 · 32.4 m/s日月潭 · 6.2 m/s阿里山 · 7.7 m/s嘉義 · 17.7 m/s玉山 · 25.2 m/s臺南 · 17.8 m/s高雄 · 16.6 m/s恆春 · 16 m/s澎湖 · 18.7 m/s東吉島 · 33.2 m/s金門 · 11 m/s馬祖 · 22.2 m/s 中華民國交通部中央氣象署署屬氣象測站測得最大持續風力。圖例： · 無數據 · 測得5級風或以下 · 測得6至7級風 · 測得8至9級風 · 測得10至11級風 · 測得12至15級風 · 備註：板橋氣象站測得自2002年建站以來最大持續風力紀錄，新屋氣象站測得自2013年建站以來最大持續風力紀錄 | 彭佳嶼 · 60.2 m/s板橋 · 36.7 m/s鞍部 · 49.4 m/s竹子湖 · 38.8 m/s淡水 · －基隆 · 45.7 m/s臺北 · 39.2 m/s新屋 · 47 m/s新竹 · 30.4 m/s宜蘭 · 49.7 m/s蘇澳 · 66.1 m/s花蓮 · 43.5 m/s成功（新港） · 30.2 m/s臺東 · 26.5 m/s大武 · 23.6 m/s蘭嶼 · 52.6 m/s臺中 · 30.5 m/s梧棲 · 54.2 m/s日月潭 · 15.1 m/s阿里山 · 27.8 m/s嘉義 · 33.8 m/s玉山 · 39.8 m/s臺南 · 34.4 m/s高雄 · 31 m/s恆春 · 34.9 m/s澎湖 · 32.9 m/s東吉島 · 47.2 m/s金門 · 22.1 m/s馬祖 · 48.9 m/s 中華民國交通部中央氣象署署屬氣象測站測得最大陣風。圖例： · 無數據 · 測得6至7級風 · 測得8至9級風 · 測得10至11級風 · 測得12至15級風 · 測得16級風或以上 · 備註：梧棲氣象站測得自1976年建站以來最大陣風紀錄，板橋氣象站測得自2002年建站以來最大陣風紀錄，馬祖氣象站測得自2003年建站以來最大陣風紀錄，新屋氣象站測得自2013年建站以來最大陣風紀錄 |

颱風侵臺期間，各地測站測得強陣風，其中臺北局屬測站測得在1990年後僅次於1994年提姆、葛拉絲以及1996年賀伯和2017年尼莎的陣風風速，另外更刷新梧棲、板橋、馬祖三個氣象站站史風速紀錄。太平山在中午前已測得逾1200毫米雨量。
以下為8月6日午夜12時至9日早上8時出現較大雨量的地區及雨量紀錄：
| 排行 | 雨量（毫米） | 測站名稱 | 所在鄉鎮     |
| ---- | ------------ | -------- | ------------ |
| 1    | 1346         | 太平山   | 宜蘭縣大同鄉 |
| 2    | 923          | 多納林道 | 高雄市茂林區 |
| 3    | 908          | 熊空山   | 新北市三峽區 |
| 4    | 782          | 泰武     | 屏東縣泰武鄉 |
| 5    | 665          | 貓空     | 臺北市文山區 |
| 6    | 660          | 巴陵     | 桃園市復興區 |
| 7    | 652          | 天祥     | 花蓮縣秀林鄉 |
| 8    | 604          | 瀨頭     | 嘉義縣番路鄉 |
| 9    | 587          | 西丘斯山 | 新竹縣尖石鄉 |
| 10   | 508          | 關子嶺   | 臺南市白河區 |

以下為8月6日至8月8日出現較大風力的地區及風力：
| 測站   | 陣風（m/s） | 陣風級數 |
| ------ | ----------- | -------- |
| 蘇澳   | 66.1        | 17以上   |
| 彭佳嶼 | 60.2        | 17       |
| 梧棲   | 54.2        | 16       |
| 蘭嶼   | 52.6        | 16       |
| 宜蘭   | 49.7        | 15       |
| 馬祖   | 48.9        | 15       |
| 東吉島 | 47.2        | 15       |
| 基隆   | 45.7        | 14       |
| 新屋   | 45.5        | 14       |
| 花蓮   | 43.5        | 14       |
| 玉山   | 39.8        | 13       |
| 臺北   | 39.2        | 13       |
| 板橋   | 36.7        | 12       |
| 淡水   | 35.9        | 12       |
| 恆春   | 34.9        | 12       |
| 臺南   | 34.4        | 12       |
| 嘉義   | 33.8        | 12       |
| 澎湖   | 32.9        | 12       |
| 高雄   | 31.0        | 11       |
| 新竹   | 30.5        | 11       |
| 臺中   | 30.5        | 11       |
| 成功   | 30.2        | 11       |
| 阿里山 | 27.8        | 10       |
| 臺東   | 26.5        | 10       |

### 中國大陸
當地發出之最高颱風預警信號： 颱風橙色預警信號
由於蘇迪羅是一股成熟的颱風，且迅速接近，中國大陸國家氣象中心在8月6日早上6時直接發佈颱風黃色預警信號，並在當日下午6時發佈颱風橙色預警信號。雖然蘇迪羅最終以颱風強度登陸福建，但是國家氣象中心未有發佈最高級別、代表颶風風力的颱風紅色預警信號。由於蘇迪羅登陸後迅速而顯著減弱，國家氣象中心在8月9日早上6時改發颱風黃色預警信號，並在4小時後於上午10時改發颱風藍色預警信號。9日中午，蘇迪勒雖然有所減弱，但是其外圍環流仍為整個長三角地區，乃至江西、安徽等多個省份，帶來龐大的雨量。
蘇迪羅深入內陸影響範圍廣，共有11個省（直轄市）受到影響。蘇迪羅影響範圍涉及廣東、福建、浙江、上海、江西、湖南、湖北、河南、安徽、江蘇等10個省（直轄市），是今年以來影響中國大陸範圍最廣的颱風。此次颱風暴雨主要發生在華東區域，50毫米以上的覆蓋面積有43.8萬平方公里，100毫米以上的覆蓋面積有18.5萬平方公里，250毫米以上有3.3萬平方公里，500毫米以上1716平方公里（浙江省762.7平方公里，占44%）。
據民政部8月11日9時統計，江蘇、浙江、安徽、福建、江西5省33市191個縣（市、區）565.5萬人受災，26人死亡，7人失蹤，93萬人緊急轉移安置，5.8萬人需緊急生活救助；4600餘間房屋倒塌，6.1萬間不同程度損壞；農作物受災面積229.8千公頃，其中絕收26.2千公頃；直接經濟損失137.7億元。

#### 福建

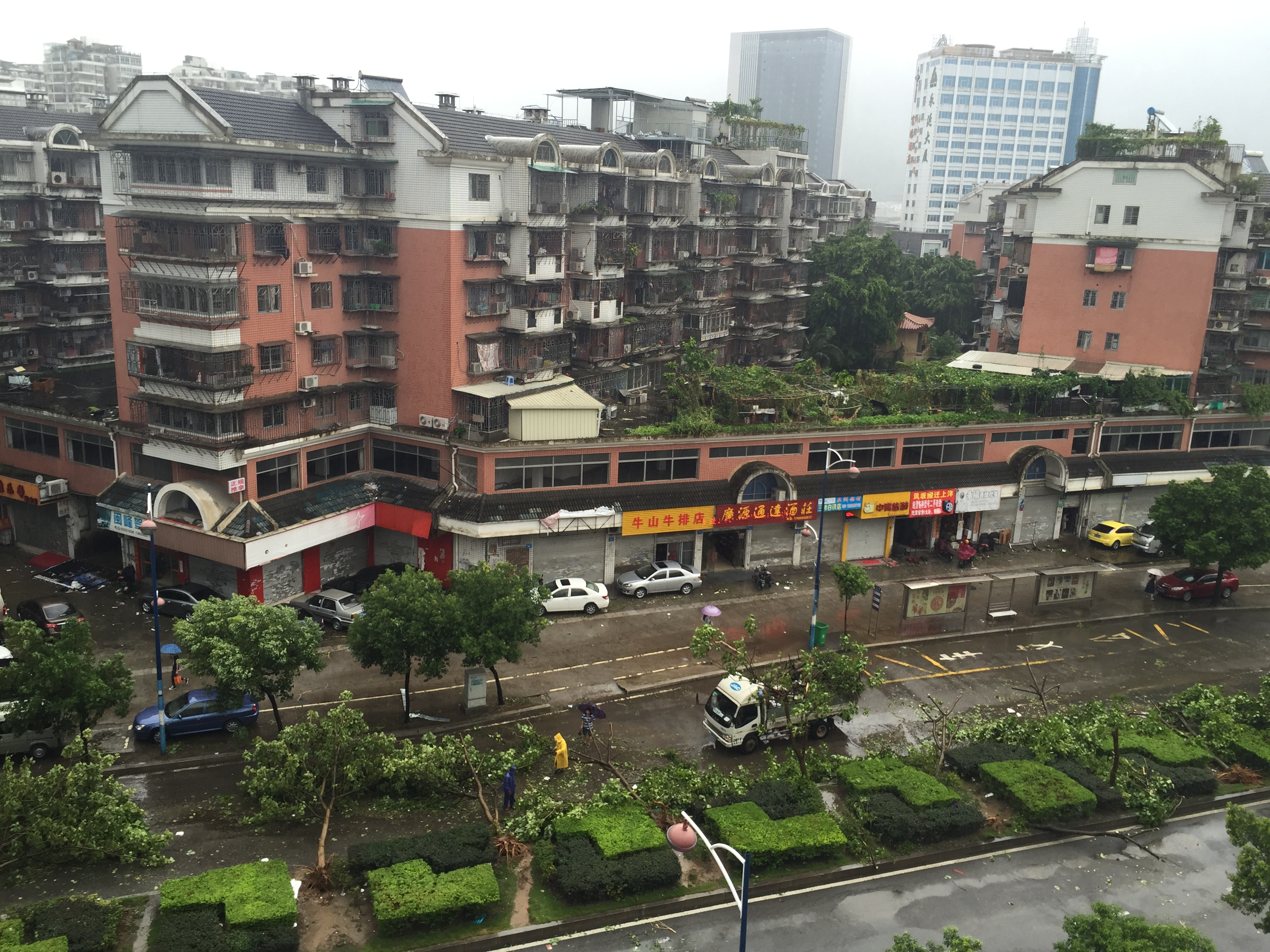
福州市晋安区鼓山镇前屿东路上被台风苏迪罗吹倒的树木

當地發出之最高颱風預警信號： 颱風紅色預警信號
雖然蘇迪羅仍遠在西北太平洋，但是在蘇迪羅發展成熟，並預計會快速接近的情況下，福建省氣象台在8月5日下午4時發佈颱風藍色預警信號，並於翌日上午9時半發佈颱風黃色預警信號。其後在8月7日中午發佈颱風橙色預警信號，並於8日下午1時發佈颱風紅色預警信號。當天，福建沿岸風勢顯著增強，刮起巨浪。受狂風豪雨影響，超過15萬人疏散。蘇迪羅在當晚10時10分登陸莆田市秀嶼區，接近中心最高持續風速為每小時137公里。多處錄得破紀錄單日最高雨量，廣泛地區出現嚴重水浸、海水倒灌，全省超過200萬戶停電，整個福州市區8日累計97個內澇黑點，最少9死、4人失蹤。福建省直接经济损失超过97亿元，苏迪罗侵襲時是福建省有记录以来造成经济损失最大的台风，後該損失紀錄於2016年由颱風尼伯特打破。

#### 浙江
當地發出之最高颱風預警信號： 颱風橙色預警信號
8月6日早上，浙江省氣象台尚未對蘇迪羅發佈颱風預警信號，但部份地方已先行發佈。而在當晚，浙江省氣象台發佈颱風藍色預警信號，並在8月8日早上8時發佈颱風黃色預警信號。
8月8日苏迪罗登陆后，给浙江中南部带来强降雨，其中温州市文成县仰山乡测得48小时降雨751.9毫米，泰顺县、苍南县也有出现超过500毫米的过程降水，引發嚴重水浸、泛濫，水深達4米。截止8月10日上午9时，台风造成温州市12死、4人失踪，受灾人口166.24万人，倒塌房屋382间，農作物受灾面积76.77万亩，成灾面积50.69万亩，绝收面积6.32万亩，顺溪、水头、大峃、珊溪、罗阳等地区出现严重内涝，直接经济损失50.14亿元。文成县公路大面积受灾，出現大量塌方、泥石流、零星落石、路面过水等灾害，对外通道一度全部中断。暴雨红色预警信号亦在多個縣市發佈。

#### 廣東
當地發出之最高颱風預警信號： 颱風藍色預警信號

#### 江西及安徽
兩地發出之最高颱風預警信號： 颱風藍色預警信號
蘇迪羅掠過福建後，以熱帶低壓強度先後移入江西及安徽，兩省受強風及暴雨影響。安徽省氣象台在8月8日下午5時發佈颱風藍色預警信號。

### 菲律賓
當地發出之最高風暴信號：二號風暴信號
由於蘇迪羅環流廣闊，對菲律賓尤其呂宋島及呂宋海峽構成威脅，菲律賓大氣地球物理和天文管理局在8月5日晚上11時發出一號風暴信號。隨著蘇迪羅靠近，當局在翌日（6日）晚上11時發出二號風暴信號。呂宋、巴丹群島在8月7日刮起強烈西南風，並受狂風大雨影響。隨著蘇迪羅在8日橫過臺灣並減弱，呂宋和巴丹群島風勢緩和，當局在下午5時解除二號風暴信號，6小時後於當晚11時解除所有風暴信號。

### 香港、澳門
蘇迪羅的環流沒有直接影響港澳地區，風暴對當地的最大影響是外圍下沉氣流使酷熱天氣加劇。香港天文台在8月5日史無前例提早預測8月8日的最高氣溫達攝氏35度，而酷熱天氣警告由8月1日起持續生效至8月9日，多處地區的氣溫連續數日升至攝氏34至36度，上水及打鼓嶺更於8月7日錄得攝氏37度高溫。受蘇迪羅的外圍下沉氣流影響，加上風勢微弱，使污染物積聚，形成煙霞，多區空氣質素惡化。8月7日下午，香港15個空氣監測站的「空氣健康指數」全部均達10+的嚴重水平，即使位處郊外、空氣質素一向較佳的塔門監測站亦曾在下午3時短暫錄得10+，其後仍維持於10的甚高程度，成為「空氣質素健康指數」推出以來，首次全港所有監測站的空氣污染於同一日內達到最高級別（但並非所有監測站在同一時間均錄得10+），亦是香港自2010年3月22日沙塵暴以來空氣最混濁的一日。而上兩次空氣污染最惡劣紀錄則分別是2014年9月19日及2015年1月21日，前者是香港受強烈熱帶風暴鳳凰的下沉氣流影響，除東區及大埔外，所有空氣監測站均達10+；而後者則是受冬季季候風影響，除荃灣及塔門外，所有空氣監測站亦達10+。
香港天文台在8月8日凌晨5時20分發出「特別天氣提示」，表示蘇迪羅已進入距離香港800公里範圍，預計在日間橫過台灣、晚上於福建登陸，與香港保持相當距離，香港風力在當日不會顯著增強，但受其外圍下沉氣流影響，天氣會持續酷熱並有煙霞，而高溫觸發的對流雨會在稍後時間為局部地區帶來驟雨及狂風雷暴。當日早上最低氣溫普遍維持在攝氏29至30度，中午前氣溫已升至攝氏34度左右，下午氣溫進一步上揚，上水、將軍澳、黃大仙及跑馬地氣溫更上升至攝氏38度，全部是破紀錄高溫，而香港天文台的氣溫在下午2時半亦開始飆升，至下午3時50分錄得攝氏36.3度，為有紀錄以來最酷熱的立秋之餘，更以0.2度之差打破1900年及1990年的攝氏36.1度紀錄，成為香港天文台總部成立以來最高氣溫，惜2年後已被超強颱風天鴿取代。公立醫院合共接獲最少3宗中暑送院的個案。傍晚多處地區氣溫仍徘徊在攝氏35度，直至晩上9時後普遍地區氣溫才下降至攝氏34度以下。異常酷熱的天氣在8月9日繼續出現，當日天文台再度錄得攝氏35度高溫，是繼2009年8月後，6年以來首次連續2日的最高氣溫達攝氏35度或以上；廣泛地區氣溫升至攝氏36度，機場更達攝氏38度。當日晩上高溫觸發強烈對流雨，為香港普遍地區帶來暴雨及強烈雷暴，天文台在晚上7時半發出黃色暴雨警告信號、8時05分發出新界北部水浸特別報告，分別維持2小時及2小時25分鐘，新界多處於短短一小時內錄得40至70毫米雨量，氣溫亦急降約10度至攝氏24、25度左右；然而雨區亦快速減弱，市區因而未有受大雨影響，但氣溫仍急跌至攝氏27度，使該次熱浪暫告一段落。受蘇迪羅外圍殘餘的雨帶及其引入的活躍西南氣流影響，此後一星期，除8月11及12日尚算穩定外（12日下午更一度發出酷熱天氣警告），香港天氣漸轉不穩定，有大驟雨及雷暴，8月15日清晨，廣東內陸的強雷雨帶南下，新界首當其衝，因此天文台先於6時45分發出黃色暴雨警告信號，於上午8時改發紅色暴雨警告信號，一小時後再發出新界北部水浸特別報告，直至10時25分改發黃雨，然而雷雨區迅速略過境內，市區雨勢不太明顯，因此於11時便取消所有暴雨警告信號。
澳門亦在8月8日至9日受蘇迪羅下沉氣流影響，澳門氣象局的溫度指數達到「橙色酷熱」級別。氣象局總部所在的大潭山氣象站錄得最高氣溫攝氏36.6度，而澳門外港碼頭測站更連續兩日錄得37.9度高溫。另外空氣質量指數亦連續兩日超過100，空氣質量屬於「不良」水平。

## 熱帶氣旋警告使用紀錄

### 菲律賓
| 菲律賓大氣地球物理和天文服務管理局 風暴信號 | 菲律賓大氣地球物理和天文服務管理局 風暴信號 | 菲律賓大氣地球物理和天文服務管理局 風暴信號 |
| ------------------------------------------- | ------------------------------------------- | ------------------------------------------- |
| 上一熱帶氣旋                                | 一號風暴信號                                | 下一熱帶氣旋                                |
| 強烈熱帶風暴蓮花                            | 一號風暴信號                                | 颱風天鵝                                    |
| 強烈熱帶風暴蓮花                            | 二號風暴信號                                | 颱風天鵝                                    |

### 中国大陆
| 中國國家氣象中心 颱風預警信號 | 中國國家氣象中心 颱風預警信號 | 中國國家氣象中心 颱風預警信號 |
| ----------------------------- | ----------------------------- | ----------------------------- |
| 上一熱帶氣旋                  | 颱風黃色預警信號              | 下一熱帶氣旋                  |
| 超強颱風燦鴻                  | 颱風黃色預警信號              | 超強颱風杜鵑                  |
| 颱風蓮花 超強颱風燦鴻         | 颱風橙色預警信號              | 超強颱風杜鵑                  |
| 超強颱風燦鴻                  | 颱風藍色預警信號              | 超強颱風天鵝                  |

### 臺灣
| 交通部中央氣象局 颱風警報 | 交通部中央氣象局 颱風警報 | 交通部中央氣象局 颱風警報 |
| ------------------------- | ------------------------- | ------------------------- |
| 上一熱帶氣旋              | 海上颱風警報              | 下一熱帶氣旋              |
| 中度颱風昌鴻              | 海上颱風警報              | 強烈颱風天鵝              |
| 中度颱風昌鴻              | 陸上颱風警報              | 強烈颱風杜鵑              |

## 釋義
1. ↑  當有2種以上全球預報模式表示某低壓區將於未來48小時內發展為熱帶氣旋，聯合颱風警報中心則將該系統之熱帶氣旋形成機會評級為「低」。除非環境異常優良，否則該系統在24小時內發展為熱帶氣旋的機會甚微。[9]
2. ↑  當有3種以上全球預報模式表示一低壓區將於未來48小時內發展為熱帶氣旋，聯合颱風警報中心則將該系統之熱帶氣旋形成機會評級為「中」。一般而言，即使發展機會增大，系統過了24小時之後發展成熱帶氣旋的機會才較高；但如果環境良好，系統亦可以在24小時內形成熱帶氣旋。[9]
3. ↑  當有3種以上全球預報模式表示一低壓區將於未來24小時內發展為熱帶氣旋，聯合颱風警報中心則將該系統之熱帶氣旋形成機會評級為「高」，並同步發出熱帶氣旋形成警報。此時該系統於24小時之內形成熱帶氣旋的機會極高，若氣象因素特別有利，該系統更可於6小時內增強為熱帶低氣壓。[9]
4. ↑  作為世界氣象組織指定的西北太平洋區域專責氣象中心，日本氣象廳負責西北太平洋區域內（包括南海、東海）的熱帶氣旋正式編號與命名工作：每當該機構把一個熱帶低氣壓升為熱帶風暴時，該機構亦會依照在世界氣象組織颱風委員會上通過的名稱表作出命名，同時給予4位數字的國際編號。前兩位為當年公元紀年最後兩位數（2015），後兩位代表蘇迪羅是當年被日本氣象廳第13個升為熱帶風暴的熱帶氣旋。
5. ↑  東風波指的是沿信風移動的低壓槽[16]。
6. ↑  「中心密集雲團」是達強烈熱帶風暴級別之熱帶氣旋所擁有的一種特徵，在衛星雲圖上所見為一渾圓，集中及具有組織的密集雲區在中心附近旋轉，通常為積雨雲或塔狀積雲，會引致中心附近有雷暴發生。中心密集雲層區之下應有相當明顯而成熟的螺旋雲帶，同時伸展到雲帶之外；當熱帶氣旋進一步增強至颱風程度時，風眼也會開始在此處的中心區域形成。[19]
7. ↑  「內力」是熱帶氣旋自身的力量，隨熱帶氣旋強度遞增。當熱帶氣旋發展成熟，內力就會令北半球的熱帶氣旋路徑稍為偏北，而在引導氣流微弱的情況下，有足夠內力的熱帶氣旋會向偏西北，甚至正北方向移動，2012年颱風韋森特於南海滯留時即為一例。情況於南半球相反，有足夠內力的熱帶氣旋會採取較偏南路徑。
8. ↑  雖然日本氣象廳未於「颱風」之上再設立更高分級，但是氣象廳對內會將達「颱風」級別的熱帶氣旋再分3種強度形容詞顯示，分別是「強的」（強い）、「非常強的」（非常に強い）和「猛烈的」（猛烈な）。3種強度形容詞中以「猛烈的」為最高，接近中心最高持續風速為105節或以上（每小時194公里或以上），門檻稍高於中國國家氣象中心及香港天文台之「超強颱風」，以及臺灣中央氣象局之「強烈颱風」（兩者皆為每小時185公里或以上）。
9. ↑  臺灣中央氣象局研判颱風的七級風（每小時52公里以上）暴風範圍可能侵襲臺澎金馬地區100公里內海域之前24小時，應即發布「海上颱風警報」，將可能受侵襲之各海域列入警戒區域，以後每隔三小時發布一張警報單，必要時得加發之。[40]
10. ↑  臺灣中央氣象局研判颱風的七級風（每小時52公里以上）暴風範圍可能侵襲臺澎金馬陸地之前18小時，應即發布「陸上颱風警報」，並與「海上颱風警報」同時發布，將可能受侵襲之處列入警戒區域，以後每隔三小時發布一張警報單，必要時得加發之。[40]

## 外部連結
- （日語）日本氣象廳：1513最佳路徑數據 （页面存档备份，存于）、2015年熱帶氣旋最佳路徑（數據 （页面存档备份，存于）、路徑圖 （页面存档备份，存于））
- （英文）美國聯合颱風警報中心：13W最佳路徑數據 （页面存档备份，存于）、超級颱風蘇迪勒最佳路徑圖
- （简体中文）中國國家氣象中心：2015年熱帶氣旋最佳路徑數據
- （繁體中文）中華民國交通部中央氣象局：侵臺颱風資料庫——強烈颱風蘇迪勒、蘇迪勒最佳路徑圖、民國104年颱風調查報告－颱風蘇迪勒 （页面存档备份，存于）
- （繁體中文）香港天文台：2015年8月熱帶氣旋概述 （页面存档备份，存于）、《2015熱帶氣旋年刊》（有待公佈）、實時天氣稿（8月4日 （页面存档备份，存于）－5日 （页面存档备份，存于）－6日 （页面存档备份，存于）－7日 （页面存档备份，存于）－8日 （页面存档备份，存于）－9日 （页面存档备份，存于）－10日 （页面存档备份，存于））
- （英文）菲律賓大氣地球物理和天文管理局：2015年熱帶氣旋年報 （页面存档备份，存于）